# Trizeuxis falcata
Trizeuxis falcata är en orkidéart som beskrevs av John Lindley. Trizeuxis falcata ingår i släktet Trizeuxis och familjen orkidéer. Inga underarter finns listade i Catalogue of Life.

## Bildgalleri

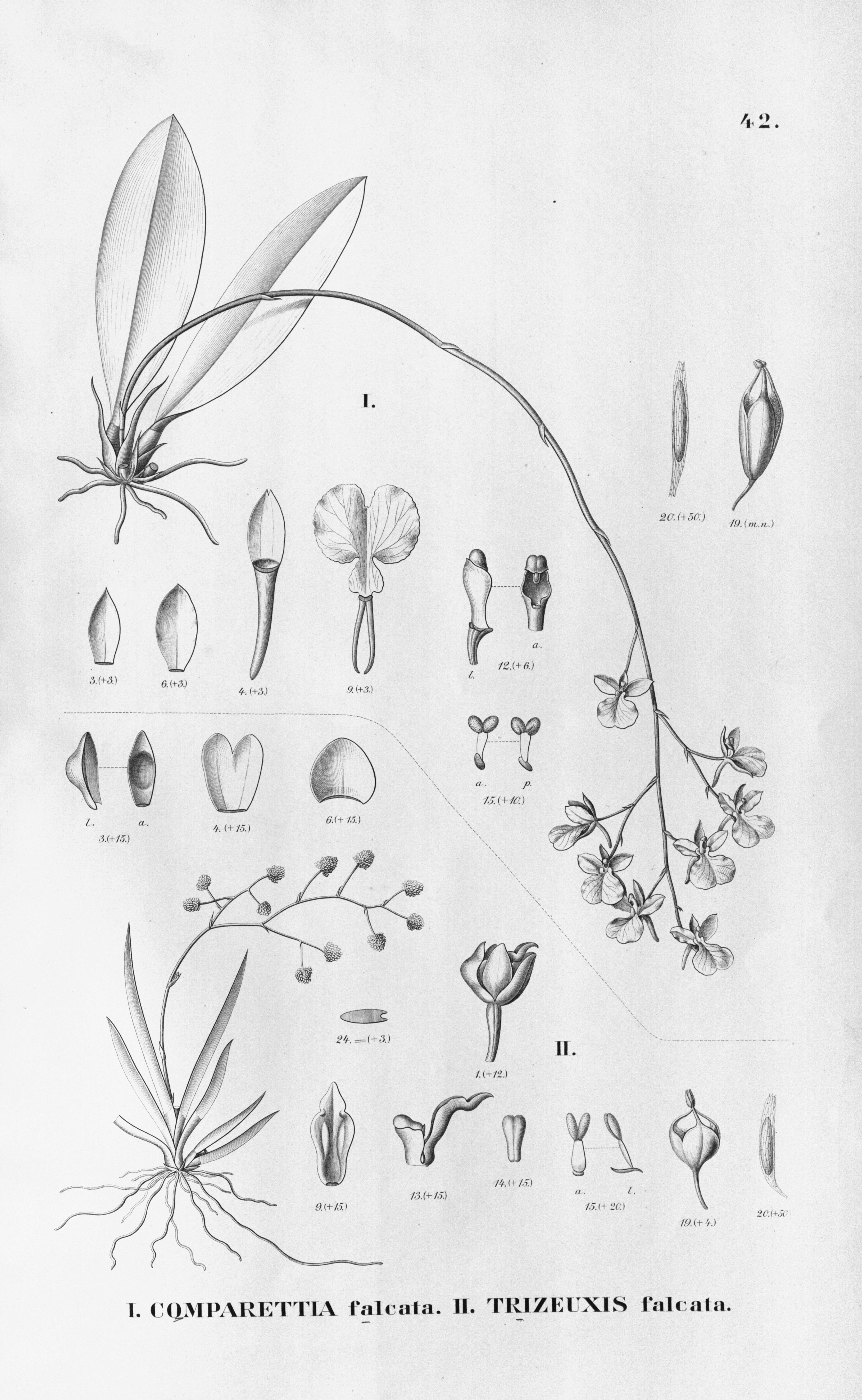
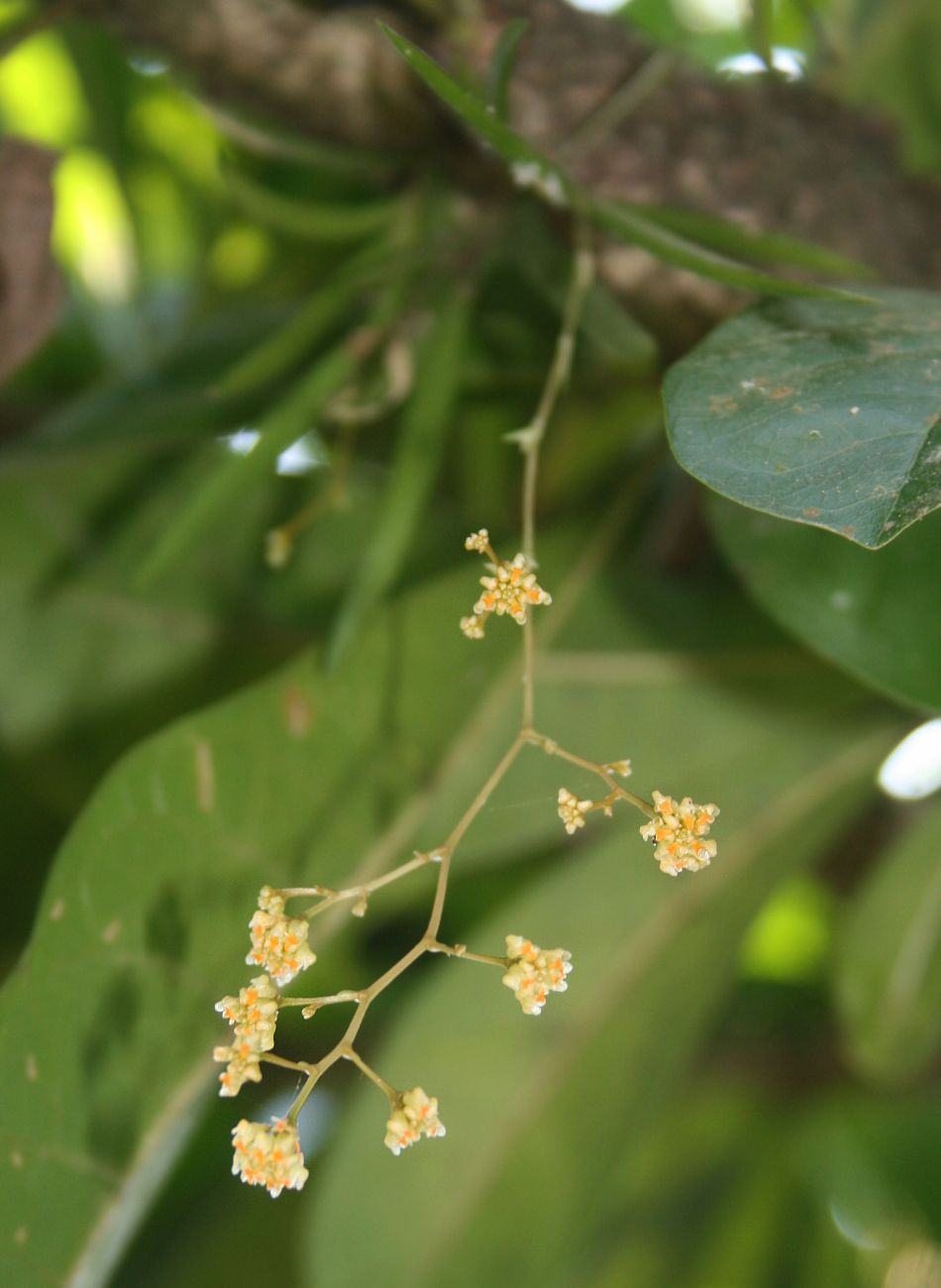
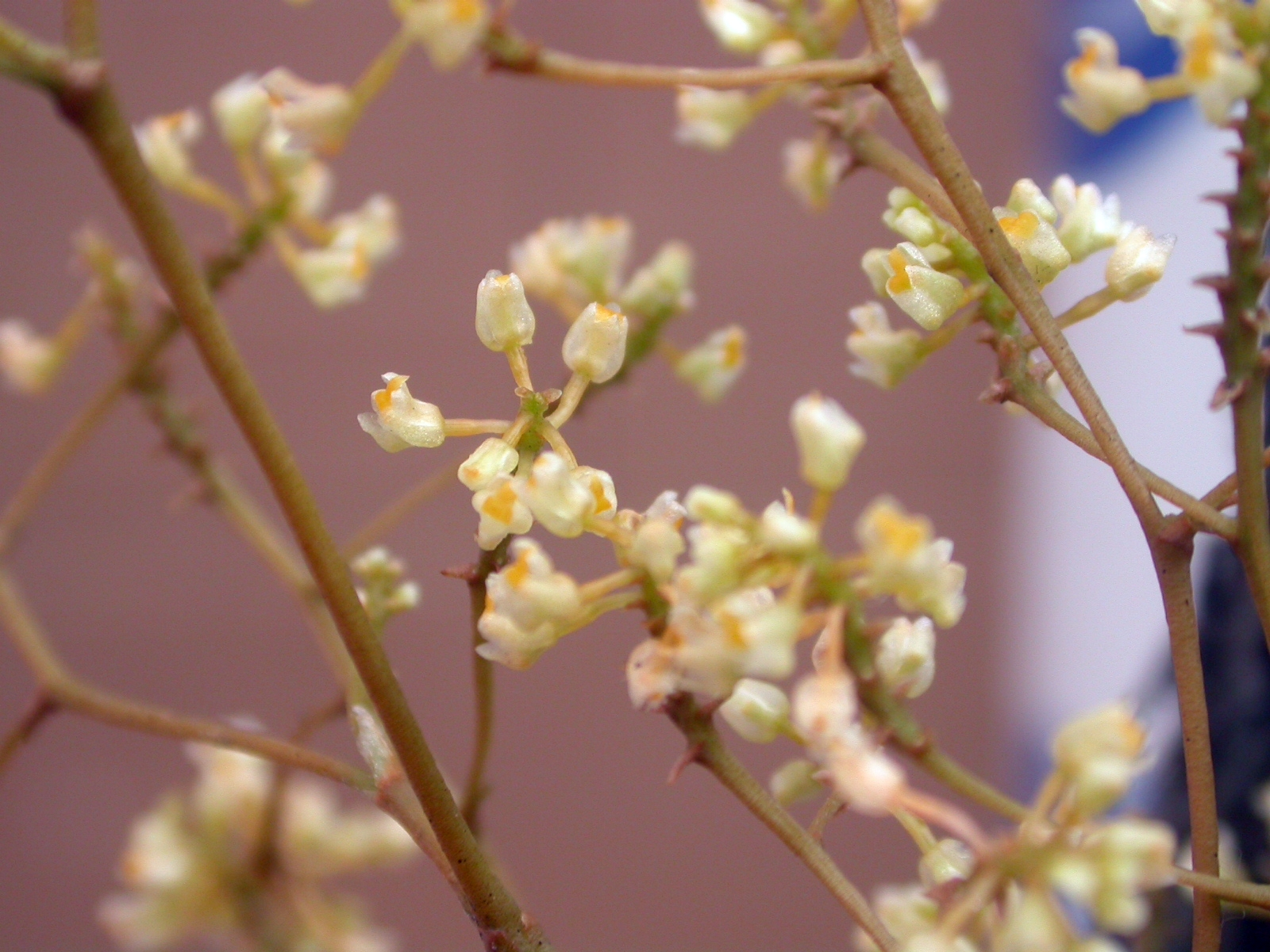
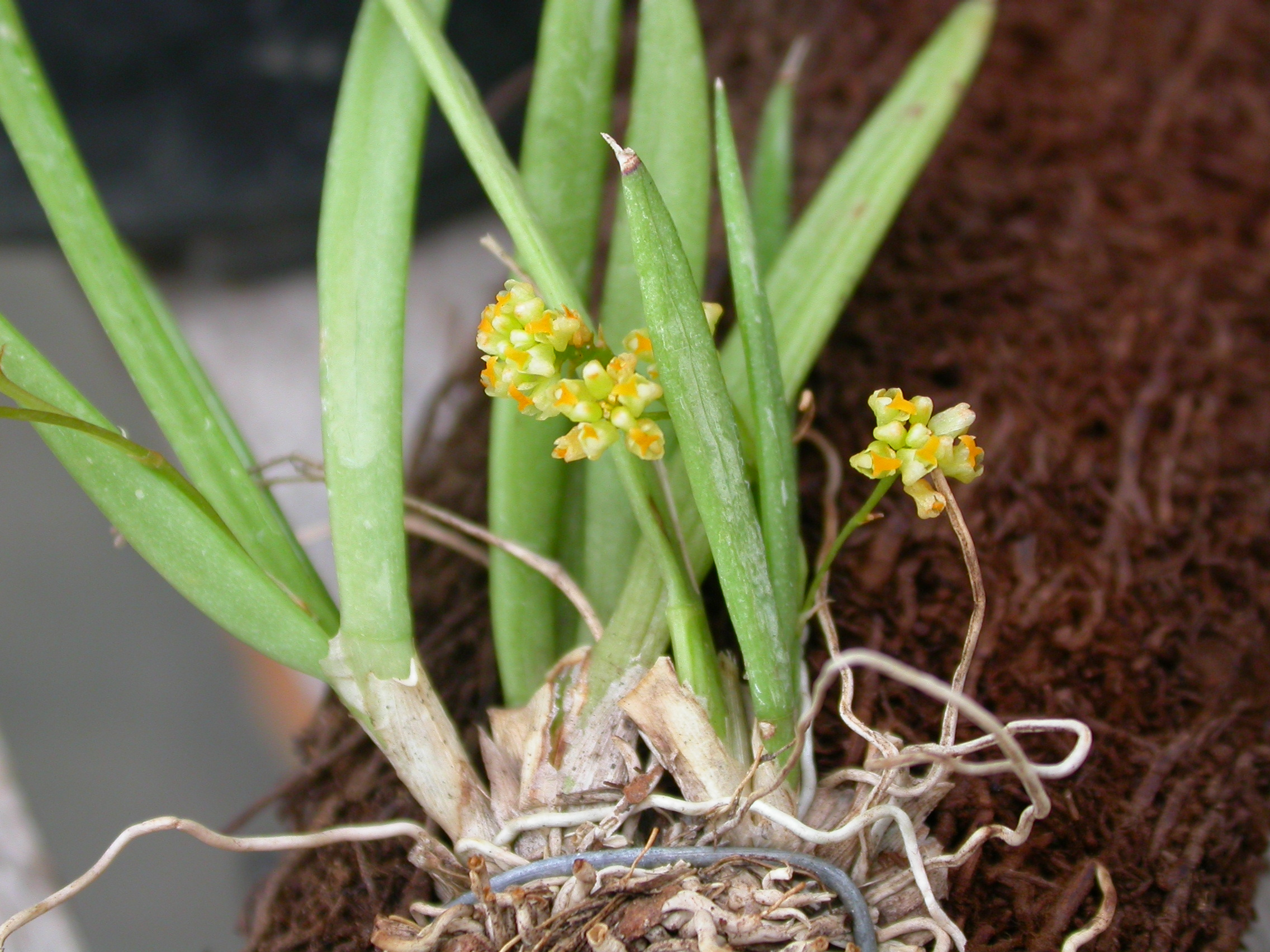